# Territorium (stripreeks)
Territorium is een stripreeks van de hand van scenarioschrijver Éric Corbeyran en tekenaar Espé. De tekeningen zijn ingekleurd door Hubert Boulard. De uitgave bevat schilderijen van kunstschilder Jean-Pierre Ugarte.
Het eerste deel kwam in het Frans uit in 2001 bij uitgeverij Delcourt. In het Nederlands kwam het eerste deel uit in 2003 bij Talent en deel twee in 2013 bij uitgeverij Medusa.
Het eerste en tweede deel zijn vertaald door Peter de Raaf, het derde deel door Arend Jan van Oudheusden.

## Albums
In het Nederlands zijn vooralsnog drie van de zes albums verschenen:

## Personages
Kirstie Loomisde hoofdpersoon, een mooie jonge vrouw
Nigel Byrneen succesvolle advocaat
Julia Millsdezelfde persoon als Kirstie, toen ze met Nigel was toen ze studeerde aan Yale university in 1988
Leslie Cronenberg-Marksdezelfde persoon als Kirstie, toen ze met meneer Marks was tot 11 september 2001
Noradezelfde persoon als Kirstie, tijdens een zomercursus aan Berkeley university
Meneer Marksde partner van Kirstie tot 11 september 2001
Helen Lesterpsychoanalyticus van Kirstie
Katede partner van Nigel, een jonge brunette met wie hij samenwoont
Malloryde secretaresse van Nigel
Wendyeen intelligente lesbische vriendin van Kirstie
Dany Sterneen vriend van Nigel die in het ziekenhuis werkt
Sarah Sternde nymfomane vrouw van Dany
Jo Shapeeen schilder geïnteresseerd in occultisme
Greg Sandersdocent van een Pulp culture zomercursus aan de Berkeley universiteit
Eva Hutchinson-Gray en Vince Hutchinsoncursisten van de zomercursus aan de Berkeley universiteit
Inspecteur Tacchinide agent belast met het onderzoek naar Nigel